# Lijst van voetbalinterlands Nieuw-Caledonië - Tahiti
Deze lijst van voetbalinterlands is een overzicht van alle officiële voetbalwedstrijden tussen de nationale teams van Nieuw-Caledonië en Tahiti. De landen hebben tot op heden achttien keer tegen elkaar gespeeld. De eerste ontmoeting, een kwalificatiewedstrijd voor het Wereldkampioenschap voetbal 2006, werd gespeeld op 12 mei 2004 in Honiara (Salomonseilanden). Het laatste duel, een kwalificatiewedstrijd voor het Wereldkampioenschap voetbal 2026, vond plaats op 21 maart 2025 in Wellington (Nieuw-Zeeland).

## Wedstrijden
| №  | Plaats       | Datum             | Competitie             | Wedstrijd                | Uitslag |
| -- | ------------ | ----------------- | ---------------------- | ------------------------ | ------- |
| 1  | Honiara      | 12 mei 2004       | WK 2006 kwalificatie   | Tahiti − Nieuw-Caledonië | 0 − 0   |
| 2  | Apia         | 26 augustus 2007  | WK 2010 kwalificatie   | Tahiti − Nieuw-Caledonië | 0 − 1   |
| 3  | La Courneuve | 24 september 2008 | Vriendschappelijk      | Nieuw-Caledonië − Tahiti | 1 − 0   |
| 4  | Longjumeau   | 29 september 2010 | Vriendschappelijk      | Nieuw-Caledonië − Tahiti | 1 − 1   |
| 5  | Papeete      | 3 april 2011      | Vriendschappelijk      | Tahiti − Nieuw-Caledonië | 1 − 3   |
| 6  | Papeete      | 7 april 2011      | Vriendschappelijk      | Tahiti − Nieuw-Caledonië | 1 − 0   |
| 7  | Koné         | 7 september 2011  | Pacifische Spelen 2011 | Nieuw-Caledonië − Tahiti | 3 − 1   |
| 8  | Honiara      | 3 juni 2012       | WK 2014 kwalificatie   | Tahiti − Nieuw-Caledonië | 4 − 3   |
| 9  | Honiara      | 10 juni 2012      | WK 2014 kwalificatie   | Tahiti − Nieuw-Caledonië | 1 − 0   |
| 10 | Papeete      | 12 september 2012 | WK 2014 kwalificatie   | Tahiti − Nieuw-Caledonië | 0 − 4   |
| 11 | Nouméa       | 26 maart 2013     | WK 2014 kwalificatie   | Nieuw-Caledonië − Tahiti | 1 − 0   |
| 12 | Port Moresby | 5 juni 2016       | WK 2018 kwalificatie   | Tahiti − Nieuw-Caledonië | 1 − 1   |
| 13 | Papeete      | 21 maart 2018     | Vriendschappelijk      | Tahiti − Nieuw-Caledonië | 0 − 0   |
| 14 | Papeete      | 24 maart 2018     | Vriendschappelijk      | Tahiti − Nieuw-Caledonië | 4 − 3   |
| 15 | Apia         | 15 juli 2019      | Pacifische Spelen 2019 | Tahiti − Nieuw-Caledonië | 0 − 3   |
| 16 | Papeete      | 21 maart 2023     | Vriendschappelijk      | Tahiti − Nieuw-Caledonië | 0 − 2   |
| 17 | Papeete      | 24 maart 2023     | Vriendschappelijk      | Tahiti − Nieuw-Caledonië | 2 − 1   |
| 18 | Wellington   | 21 maart 2025     | WK 2026 kwalificatie   | Nieuw-Caledonië − Tahiti | 3 − 0   |

## Samenvatting
| Competitie        | Totaal gespeeld | Winst Nw.-Caledonië | Gelijk | Winst Tahiti | Doelsaldo Nw.-Caledonië – Tahiti |
| ----------------- | --------------- | ------------------- | ------ | ------------ | -------------------------------- |
| WK-kwalificatie   | 8               | 4                   | 2      | 2            | 13 − 6                           |
| Pacifische Spelen | 2               | 2                   | 0      | 0            | 6 − 1                            |
| Vriendschappelijk | 8               | 3                   | 2      | 3            | 11 − 9                           |
| Totaal            | 18              | 9                   | 4      | 5            | 30 − 16                          |

FCF · A-internationals ·
Nieuw-Caledonisch vrouwenelftal
2000 – 2009 ·
2010 – 2019 ·
2020 − 2029
Amerikaans-Samoa ·
Australië ·
Bulgarije ·
Cookeilanden ·
Estland ·
Fiji ·
Guadeloupe ·
Guam ·
Martinique ·
Mauritius ·
Nieuw-Zeeland ·
Papoea-Nieuw-Guinea ·
Salomonseilanden ·
Samoa ·
Tahiti ·
Tonga ·
Vanuatu ·
FTF · 
A-internationals · 
Tahitiaans vrouwenelftal
1989 – 1999 · 
2000 – 2009 · 
2010 – 2019
Amerikaans-Samoa ·
Australië ·
Cookeilanden ·
Fiji ·
Nieuw-Caledonië ·
Nieuw-Zeeland ·
Nigeria ·
Papoea-Nieuw-Guinea ·
Salomonseilanden ·
Samoa ·
Spanje ·
Tonga ·
Uruguay ·
Vanuatu